# Bracon
Bracon é uma comuna francesa na região administrativa de Borgonha-Franco-Condado, no departamento de Jura. Estende-se por uma área de 6,29 km². Em 2010 a comuna tinha 279 habitantes (densidade: 44,4 hab./km²).